# Promavia

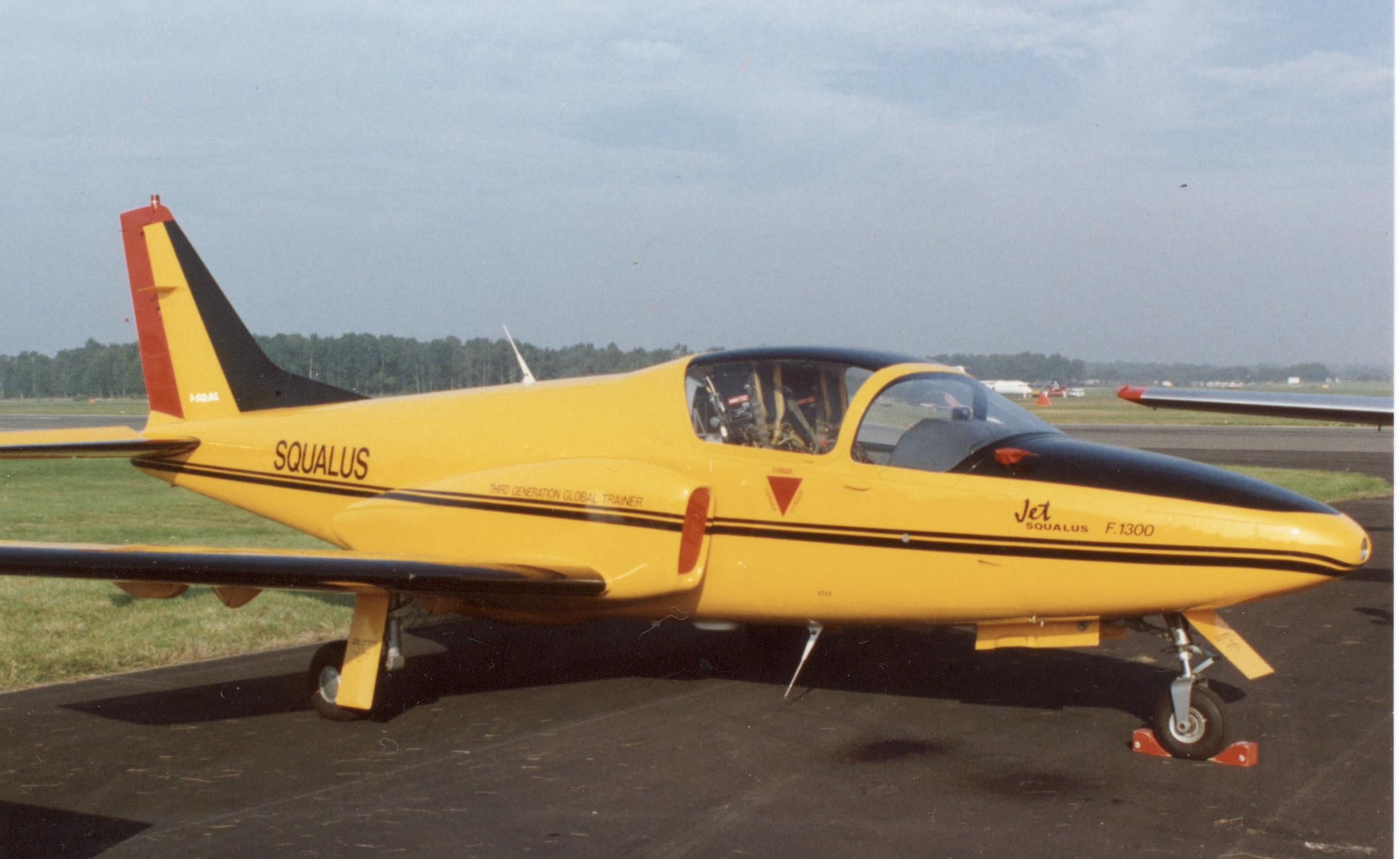
Promavia F.1300 Jet Squalus

Promavia – belgijska wytwórnia lotnicza, założona w 1984 roku w celu produkcji samolotu szkolno-treningowego Promavia F.1300 Jet Squalus. Główną siedzibą firmy było lotnisko w miejscowości Gosselies. W 1998 spółka ogłosiła upadłość.

## Historia
W połowie lat 80. XX wieku US Air Force ogłosiło konkurs Next Generation Trainer (NGT) na nowy samolot szkolno-treningowy z napędem odrzutowym. Włoski konstruktor, dr Stello Frati (autor między innymi bardzo udanego samolotu SIAI-Marchetti SF-260) zaprojektował samolot Promavia F.1300 Jet Squalus, który miał wziąć udział w konkursie NGT. W celu produkcji maszyny, grupa belgijskich przemysłowców, firm inwestycyjnych oraz bank, powołała spółkę Promavia SA. Przeprowadzone w owym okresie badania rynkowe zakładały wzrost zapotrzebowania na samoloty szkolne wśród użytkowników wojskowych i zachęciły inwestorów do zainwestowania pieniędzy w nowy projekt. Nowy samolot po raz pierwszy zaprezentowano publicznie na Międzynarodowych Pokazach Lotniczych w Farnborough w 1986 roku a rok później Jet Squalus odbył swój dziewiczy lot. Niestety program NTG został anulowany a dalsza intensywna promocja maszyny w Stanach Zjednoczonych i Kanadzie nie przyniosła rezultatów. W celu zwiększenia potencjalnego kręgu odbiorców rozpoczęto opracowywanie wersji samolotu przeznaczonej dla użytkowników cywilnych, do wypełniania zadań poszukiwawczo patrolowych, patrolowania granic oraz wersję rozpoznawczą. W międzyczasie w USA rozpoczęły się przygotowania do kolejnego konkursu określanego akronimem Joint Primary Aircraft Training System (JPATS), który miał wyłonić nowy samolot szkolno-treningowy dla US Air Force i lotnictwa US Navy. W odróżnieniu od poprzedniego programu NTG w JPATS preferowano samolot, w którym załoga, uczeń i pilot siedzą jeden za drugim (układ tandem, w konkursie NTG pilot i uczeń siedzieli obok siebie). Promavia we współpracy z Boeingiem oraz rosyjskim MiGiem opracowała wersje szkolno-bojową będącą daleko posuniętą modyfikacją maszyny Jet Squalus, określaną mianem ATTA 3000, w której fotele załogi ustawione były jeden za drugim. Niestety wraz z coraz większym prawdopodobieństwem tego, że konkurs JPATS wygra samolot z napędem turbośmigłowym, Boeing wycofał się z projektu i szanse na dalszy rozwój ATTA 3000 coraz bardziej malały (istotnie zwycięzcą JPATS został samolot Beechcraft T-6 Texan II). Projekt ATTA 3000 wyczerpał możliwości finansowe Promavia i w 1998 roku spółka ogłosiła upadłość. Prawa do projektu Promavia F.1300 Jet Squalus przejął jeden z wierzycieli Promavii, kanadyjska firma Alberta Aerospace Corporation.